# La Llagonne
La Llagonne är en kommun i departementet Pyrénées-Orientales i regionen Occitanien i södra Frankrike. Kommunen ligger i kantonen Mont-Louis som tillhör arrondissementet Prades. År 2022 hade La Llagonne 216 invånare.

## Befolkningsutveckling
Antalet invånare i kommunen La Llagonne
| Referens: INSEE |